# モノフォニー
モノフォニー（monophony）は、音楽において、例えばグレゴリオ聖歌に見られるように、1声部しかないテクスチュアのことである。

## 概要
演奏家や歌手の人数に関係なく、単一の旋律だけが続いている限り、そのような部分や全体のことを「モノフォニー」と呼ぶ。このため、器楽と歌手が同じ旋律を重ねていてもモノフォニーと呼ばれる。
最も根本的な作曲技法であり、しばしば民族音楽では重要な創作原理となっている。キリスト教の単旋律聖歌の他に、仏教などの宗教音楽でも、例えば声明などのように、古い時代のものはモノフォニーによるものが多い。
もっとも、モノフォニーがより素朴であり、ポリフォニーがより発達的であるとは、必ずしも言えない。たとえば、西方教会のモノフォニックなグレゴリオ聖歌に対し、東方教会のビザンティン聖歌やグルジアの教会音楽、あるいはピグミーや台湾、オセアニアの音楽はポリフォニックな伝統をもつ。つまりポリフォニーは自然な現象であり、グレゴリオ聖歌などのモノフォニーは、宗教的な目的などのもとに発達した独自の様式として、むしろ積極的な意味をもつとも考えられる。